# Robert Moses
Robert Moses (New Haven, Connecticut; 18 de diciembre de 1888 - West Islip, Nueva York; 29 de julio de 1981) fue un funcionario estadounidense, que trabajó principalmente en el área metropolitana de Nueva York, donde sus decisiones priorizaron la construcción de autopistas por encima del uso del transporte público y ayudaron a crear el moderno suburbio de Long Island. Aunque no fue un ingeniero civil licenciado,los programas y diseños de Moses influyeron sobre toda una generación de arquitectos, ingenieros y planificadores urbanos en todo el país.
Moses ocupó hasta 12 títulos oficiales de manera simultánea, incluyendo el de Comisionado de Parques de la Ciudad de Nueva York y el de presidente de la Comisión Estatal de Parques de Long Island, pero nunca fue elegido para ningún cargo público. Solamente se presentó una vez como candidato en las elecciones del estado de Nueva York de 1934 por el Partido Republicano a gobernador de Nueva York, pero perdió por amplio margen. Sin embargo, Moses creó y lideró numerosas entidades públicas semiautónomas a través de las que controló millones de dólares de presupuesto y directamente expidió bonos para financiar nuevos proyectos con poca o ninguna supervisión de fuentes externas. Como resultado del trabajo de Moses, el estado de Nueva York tiene la mayor proporción de corporaciones de subvención pública.
Los proyectos de Moses se consideraron económicamente necesarios por varios contemporáneos después de la Gran Depresión. Lideró la construcción de campus en Nueva York para las ferias mundiales de 1939 y de 1964 y ayudó a persuadir a las Naciones Unidas para que construyan su sede en Manhattan en vez de en Filadelfia. La reputación de líder independiente y eficiente de Moses resultó dañada por una biografía escrita por el ganador del premio Pulitzer, Robert Caro, titulada The Power Broker (1974), que acusó a Moses de ansias de poder, ética cuestionable, ansias de revanchismo y carácter racista.
En el planeamiento urbano de Moses para Nueva York se derruyeron casas de residentes negros y latinos para hacer parques, se escogieron terrenos de vecindarios menores para las autopistas y los puentes que conectaban la ciudad de Nueva York a las playas en Long Island fueron diseñados con baja altura de manera intencionada con el fin de no permitir la circulación de buses desde el centro de la ciudad. Abundan las críticas negativas sobre la carrera de Moses, caracterizándole de racista y opositor al transporte público.

## Primeros años y llegada al poder
Moses nació en New Haven, Connecticut, hijo de judíos alemanes, Bella Silverman y Emanuel Moses. Hasta los nueve años, vivió en el 83 de Dwight Street en New Haven, a dos manzanas de la Universidad de Yale. En 1897, la familia Moses se mudó a la Nueva York, donde vivieron en la calle 46 Este, cerca de la Quinta Avenida. El padre de Moses tenía una tienda que le producía abundantes beneficios, y era inversor en bienes raíces en New Haven. Para que la familia se mudara a Nueva York, vendió sus inversiones y se retiró. La madre de Moses participaba en el movimiento settlement, teniendo su propia pasión por los edificios. Robert Moses y su hermano Paul asistieron a varias escuelas durante su educación primaria y secundaria, incluyendo la Dwight School y la Mohegan Lake School, una academia militar cerca de Peekskill.
Tras graduarse en el Yale College (1909) y el Wadham College, dr Oxford (Bachiller en jurisprudencia, 1911; Magister, 1913), y obtener un Ph.D. en ciencia política en la Columbia University en 1914, Moses se sintió atraído por la reforma política de la ciudad de Nueva York. Era un idealista comprometido, que desarrolló varios planes para liberar a Nueva York de las prácticas de contrataciones por recomendación, siendo incluso el autor de una propuesta en 1919 de reorganizar el gobierno del estado de Nueva York. Ninguna tuvo mucha acogida, pero Moses, por su inteligencia, llamó la atención de Belle Moskowitz, una amiga y consejera de confianza del gobernador Al Smith. Cuando la posición del Secretario de Estado del estado de Nueva York se modificó para ser designada en lugar de electa, Smith nombró a Moses; sirvió en ese cargo de 1927 a 1929.
Moses llegó al poder con Smith, quien fue elegido como gobernador en 1922, y puso en movimiento su progresiva consolidación del gobierno del estado de Nueva York. Durante ese periodo, Moses comenzó su primera incursión en iniciativas legislativas de gran escala, mientras se apoyaba en el poder político de Smith para que las leyes fueran aprobadas. Esto ayudó a crear la Comisión Estatal de Parques de Long Island y el Consejo Estatal de Parques. En 1924, el gobernador Smith nombró a Moses como presidente del Consejo Estatal de Parques y presidente de la Comisión Estatal de Parques de Long Island. Esta centralización permitió que Smith gobernase de tal manera que, posteriormente Franklin D. Roosevelt utilizaría su modelo para el New Deal del gobierno federal. Moses también recibió varias comisiones que llevó a cabo de manera eficiente, tales como el desarrollo del Jones Beach State Park. Mostrando un buen conocimiento de leyes y de ingeniería, Moses destacó por su habilidad para hacer que una norma fuera aprobada, siendo llamado "el mejor impulsor de leyes en Albany". En un tiempo en el que el público estaba acostumbrado a la corrupción y la incompetencia de Tammany Hall, Moses fue visto como un salvador del gobierno.
Poco después de la primera investidura del Presidente Franklin D. Roosevelt en 1933, el gobierno federal contó con millones de dólares del New Deal para invertir; sin embargo, los estados y las ciudades tenían escasos proyectos finalizados. Moses fue uno de los pocos oficiales locales que tenían planes preparados para ejecutarse. Por esa razón, la ciudad de Nueva York fue capaz de obtener importantes fondos de varias agencias de financiamiento en la era de la depresión, como la Works Progress Administration (WPA), Civilian Conservation Corps (CCC) y otras. Uno de sus cargos más influyentes y de mayor duración fue el de Comisionado de Parques de la ciudad, un rol que ejerció desde el 29 de enero de 1934 hasta el 23 de mayo de 1960.

## Cargos ocupados
Los varios cargos y títulos profesionales que Moses tuvo le dieron un enorme e inusitado poder, de manera que pudo dar forma al desarrollo urbano en la región metropolitana de Nueva York. Estos cargos incluyen, según el New York Preservation Archive Project:
- Comisión Estatal de Parques de Long Island (Presidente, 1924–1963)
- Consejo Estatal de Parques del estado de Nueva York (Presidente, 1924–1963)
- Secretario de Estado del estado de Nueva York (1927–1928)
- Autoridad Estatal de Parques de Bethpage (Presidente, 1933–1963)
- Comisión de Emergencia de Obras Públicas (Presidente, 1933–1934)
- Autoridad de vías de Jones Beach (Presidente, 1933–1963)
- Departamento de Parques y Recreación de la Ciudad de Nueva York (Comisionado, 1934–1960)
- Autoridad del Túnel y el Puente Triborough (Presidente, 1934–1981)
- Comisión de Planeamiento Urbano de la Ciudad de Nueva York (Comisionado, 1942–1960)
- Autoridad de Energía del estado de Nueva York (Presidente, 1954–1962)
- Feria Mundial de Nueva York (Presidente, 1960–1966)
- Oficina del Gobernador de Nueva York (Consejero Especial sobre Vivienda, 1974–1975)

## Influencia
Durante los años veinte, Moses se enfrentó con Franklin D. Roosevelt, entonces jefe de la Comisión Estatal de Parques de Taconic que optaba por la construcción de una vía a través del valle del Hudson. Moses tuvo éxito en desviar los fondos a sus proyectos de vías en Long Island (la Northern State Parkway, la Southern State Parkway y la Wantagh State Parkway), aunque la Taconic State Parkway fue también terminada posteriormente. Moses ayudó a construir la Meadowbrook State Parkway en Long Island. Esta fue la primera autopista totalmente segregada y de acceso limitado en el mundo.
Moses fue una figura importante al comienzo de varias de las reformas que reestructuraron el gobierno del estado de Nueva York durante los años veinte. Una "comisión de reconstrucción" liderada por Moses, generó varios informes influyentes, que llevaron una serie de recomendaciones (acatadas en su mayoría), incluyendo la consolidación de 187 agencias existentes bajo 18 departamentos, un nuevo sistema presupuestario del ejecutivo y el límite de cuatro años para el periodo de gobernador.